# Варзі-Ятчинський курорт
Варзі́-Ятчи́нський куро́рт (ТОВ «Санаторій Варзі-Ятчи») — санаторій на території Алнаського району Удмуртії Російської Федерації. Знаходиться на північній околиці села Варзі-Ятчі, на березі річки Варзінка.

## Історія
Перша офіційна згадка про Варзі-Ятчинські мінеральні води була в 1840-их роках в Справі Єлабузької земської управи за № 1179. Там було сказано, що на ці води приїжджають лікуватись не тільки хворі із В'ятської губернії, але й з Уфимської, Казанської та Владимирської губерній. Приміщення для прийому ванн та проживання не було. В 1852 році В'ятська палата державного майна запросила Єлабузьку повітову адміністрацію про властивості цих води та грязей. 1872 року хіміком Казанського університету Грабовським та лаборантом Ломаном були проведені дослідження мінеральних вод та грязей, які підтвердили їхню лікувальну властивість.
Засновником санаторію прийнято вважати Єлабузького купця першої гільдії, власника Бондюжського хімічного заводу Петра Ушкова. Після успішного лікування його матері він доручив дослідити воду хіміку-аналітику І. Д. Макліланду. В заключенні вченого природні фактори місцевості визнані «лікувальними». 2 вересня 1885 року Ушков орендував у місцевих селян землю в районі Варзі-Ятчинського болота і почав будівництво ванного павільйону для прийому грязевих процедур та ванн, корпус для хворих, будинок для лікаря, фельдшера та інших підсобних будівель. В лютому 1889 року Ушков передав санаторій Єлабузькому земству.
11 березня 1889 року згідно з Справою канцелярії В'ятського губернатора за № 51 було дозволено відкриття при мінеральному джерелі лікувального закладу. Назвали санаторій Олександрівським, на честь російського імператора того часу Олександра III. 17 червня 1889 року відбулось офіційне відкриття сірчано-грязевого Олександрівського лікувального закладу. За директора була поставлено лікаря Леопольда Зейделя, який пропрацював тут до 1898 року. Заклад функціонував щороку з кінця травня до середини серпня. Пропускна спроможність вираховувалась десятками хворих. За даними головного лікаря з 1889 по 1897 роки в санаторії було оздоровлено 637 осіб.
29 травня 1894 року лікувальний заклад був представлений на першій Всеросійській виставці, влаштованій Російським товариством охорони народного здоров'я в Санкт-Петербурзі. Санаторій був нагороджений бронзовою медаллю згідно із заключенням експертної комісії. 17 квітня 1921 року Президія ВЦВК спеціальною постановою визнала Варзі-Ятчи курортом. Незважаючи на тяжкі 1920-1930 рокі, при закладі були збудовані низка лікувальних та господарських будівель, відкрили лабораторію та фізіотерапевтичний кабінет. Було організовано комплексне дослідження лікувальних властивостей.
1933 року в Іжевську відкрито Державний медичний інститут і вже 1935 року комплексна експедиція на чолі з професором С. Я. Стрелковим почала вивчати діяльність курорту. 1937 року Горьковське відділення Московського геологічного тресту на чолі з інженером Є. І. Тухтіним провело пошукові роботи, а в жовтні в Наркомздраві Удмуртської АРСР розглядався проект планування та забудови курорту, але реалізації планів завадили Друга Світова війна. У воєнні роки тут був створений шпиталь № 1353 для лікування поранених — в період з лютого 1942 по жовтень 1943 років. В 1944—1946 роках курорт функціонував як санаторій для лікування інвалідів німецько-радянської війни на 150 місць.
В повоєнні часи, в 1947 році курорт знову почав приймати хворих за путівками на курортне лікування в літній сезон. В 1957 році заклад переходить на цілорічну роботу. З квітня 1960 року курорт є профспілковою здравницею. 1985 року курорт перетворений в санаторій «Варзі-Ятчи». З розвитком матеріально-технічної бази зростала і пропускна спроможність — в 1988 році тут лікувалось 7427 осіб, що в 6 разів більше аніж в 1953 році (1234 особи) та в тисячі разів більше за 1889 рік (24 особи). З 1995 року тут почали оздоровлювати дітей, а в 1998 році створено цілорічний санаторний оздоровчий табір для дітей віком 7-15 років з навчанням у школі. 1999 року санаторій перетворено в ТОВ.

## Лікування
В санаторії здійснюється лікування мінеральними водами та торф'яними грязями. Особливістю води є відсутність сірководню, що розширює можливість їхнього застосування при лікуванні багатьох захворювань, зокрема сердцево-судинної системи, верхніх дихальних шляхів та хвороб жіночої статевої системи.
Мінеральна вода:
- маломінералізована сульфатного натрієво-магнієво-кальцієвого складу з слабколужною реакцією середовища (мінеральна вода «Варзі-Ятчи») — мінералізація становить 1,9-3,2 г/дм³. Ця вода викликає особливий інтерес через вміст у ній йонів срібла. Результати клінічних досліджень свідчать про високу ефективність води при лікуванні захворювань шлунку, жовчовивідних та сечовивідних шляхів, при лікуванні цукрового діабету та подагри;
- маломінералізована сульфатного кальцієвого складу — мінералізація становить 2-3 г/дм³
- середньомінералізована хлоридно-сульфатно-кальцієво-натрієвого складу — мінералізація становить 8,5-9,5 г/дм³
- міцна ропа хлоридно-натрієвого складу з нейтральною реакцією середовища з вмістом біологічно активних компонентів — брому та йоду. Мінералізація становить 240—265 г/дм³.

Торф'яна грязь:
Добувається з торф'яників на території курорту. Згідно із заключенням центру відновної медицини та курортології (Москва, 2007 рік), цю грязь слід віднести до лікувальної низькомінералізованої слабкосульфідної високозольної. За своїм складом та лікувальними властивостями вона унікальна та розглядається як еталонна. На території Росії вона є єдиним представником даного типу, які використовуються в лікувальних цілях.